# Softwarepark Hagenberg
Der Softwarepark Hagenberg (SWP Hagenberg) ist ein Universitäts- (Campus Hagenberg), Forschungs-/Technologie- und Gründerzentrum in der Gemeinde Hagenberg im Mühlkreis im Bezirk Freistadt, Oberösterreich.

## Lage
Das Areal des Technologieparks liegt etwa 20 Kilometer nordöstlich von Linz im Bergland des Mühlviertels, auf um die 450 m ü. A. direkt nordwestlich des Hagenberger Ortskerns. Es umfasst mit Stand 2013 etwa 20 Adressen.

## Geschichte
Der Softwarepark Hagenberg wurde 1989 von Bruno Buchberger, Leiter des Research Institute for Symbolic Computation (RISC) der Universität Linz, begründet. Die vier Gründungspartner des Softwareparks sind das Land Oberösterreich (über die OÖ. Technologie- und Marketinggesellschaft mbH. TGM, die Wirtschaftsagentur des Landes), die Johannes Kepler Universität Linz (JKU), die Gemeinde Hagenberg und die Raiffeisenlandesbank Oberösterreich (über die Softwarepark Schloß Hagenberg Errichtungs- und Betriebsges.m.b.H.). Der Technologiepark beruht auf dem Zusammenspiel von Forschung, Ausbildung und Wirtschaft im Fachgebiet der Software und wird seither unter Buchbergers Führung aufgebaut und systematisch ausgebaut. Das dient insbesondere auch zur Förderung des strukturschwachen Raumes nördlich Linz, der damit ein wirtschaftliches Impulszentrum erhielt. Der Gründer wurde für sein Engagement 2010 als Österreicher des Jahres ausgezeichnet.
1993 wurde der Campus Hagenberg der Fachhochschule OÖ begründet und als Fakultät für Informatik, Kommunikation und Medien eingerichtet. 2004 folgte ein zweites Fachhochschulgebäude, 2011/12 ein drittes.
1997/98 wurde hier das Software Competence Center Hagenberg (SCCH) als Kompetenzzentrum aufgebaut und im Juli 1999 in das Kplus-Kompetenzzentren-Programm (heute COMET) des Wissenschaftsministeriums aufgenommen.
2002/03 wurde mit dem Bundesoberstufenrealgymnasium Hagenberg, einer Expositur des BORG Linz, mit Schulschwerpunkt für Kommunikation, eine facheinschlägige höhere Schule geschaffen.
2011/12 wurden mit dem JKU Christian Doppler Labors für Client Centric Cloud Computing (CDCC) und dem Josef-Ressel-Zentrum für User-friendly Secure Mobile Environments (u’smile) zwei weitere Forschungseinrichtungen des Bundes (Wirtschaftsministerium, Innovationsministerium) am FH OÖ Campus angesiedelt.
Rund 100 Millionen € aus privater und öffentlicher Hand wurden bis 2009 in den Softwarepark Hagenberg investiert.
Bis 2012 wurden im Rahmen der Wirtschaftsplanung Innovatives OÖ 2010plus weitere 20 Millionen € investiert, unter anderem in den Ausbau des Forschungsinstitutes RISC, ein Hotel und eine Sporthalle.
2013 waren 10 Forschungsinstitute, 50 Unternehmen und 20 Ausbildungsgänge im Softwarepark Hagenberg ansässig. Der F&E-Umsatz am Ort lag schon 2010 bei knapp 10 Millionen €. Ausgehend von Buchbergers Forschungsinstitut RISC, entstanden im Softwarepark Hagenberg etwa 1000 Arbeitsplätze, davon 400 aus einem Umkreis von 15 Kilometern.
An der FH OÖ und den Universitätsinstituten studieren mittlerweile 1500 Personen.
Mit dem FH-Studiengang International Studies in Informatics, oder dem International Incubator Hagenberg, einer Initiative der tech2b Inkubator GmbH des Landes Oberösterreich (Upper Austrian Research, Forschungsagentur des Landes), setzt der Softwarepark jüngst verstärkt auf internationale Aktivitäten.

## Ansässige Institutionen und Infrastruktur
Am Softwarepark finden sich folgende wissenschaftliche und wirtschaftliche Institutionen (Auswahl, Stand 4/2015):
- Johannes Kepler Universität Linz (mit Beteiligungen):
  - Institut für Symbolisches Rechnen (RISC, Research Institute for Symbolic Computation) – Grundlagenforschung in den Bereichen Mathematik und Informatik, insb. Symbolisches Rechnen, Software Engineering, Wissensgewinnung, u. a. (Vorstand: Peter Paule; ist im Schloss Hagenberg untergebracht)[# 1]
    - Studiengang PhD on Symbolic Computation[18]
    - RISC Software GmbH – Spin-off für Lösungen[# 7]
    - AGEZ – Austrian Grid Entwicklungszentrum – Grid computing[# 8]

  - Institut für Anwendungsorientierte Wissensverarbeitung (FAW, Institute for Application Oriented Knowledge Processing) – Wissensverarbeitung, Informationssysteme, Prozessmodellierung (Vorstand: Roland Wagner)[# 9]
    - FAW GmbH – Spin-off[# 10]

  - Institut für Wissensbasierte Mathematische Systeme (Department of Knowledge-Based Mathematical Systems)/FLLL – (Fuzzy Logic Laboratorium Linz-Hagenberg) –  Fuzzy logic, Data mining, Image processing, Signal processing, u. a. (Vorstand: Erich Peter Klement)[# 11]
  - Arbeitsgruppen des Instituts für Wirtschaftsinformatik Software Engineering (Linz Science Park)
  - Software Competence Center Hagenberg (SCCH) – COMET K1-Kompetenzzentrum für Software[# 2]
  - JKU Christian Doppler Labors für Client Centric Cloud Computing (CDCC) – Christian Doppler Labors für Sicherheit und Clientseitige Anforderungen im Cloud Computing (Leiter: Klaus-Dieter Schewe)[# 12]
  - Josef-Ressel-Zentrum für User-friendly Secure Mobile Environments (u’smile, Josef-Ressel Centre for User-friendly Secure Mobile Environments) – Hardware, Betriebssysteme und Middleware für Mobile Computing (Vorstand: René Mayrhofer)[# 4]
- Fachhochschule Oberösterreich, Fakultät für Informatik, Kommunikation und Medien (Campus Hagenberg):Logo der FH Oberösterreich
  - FH OÖ Forschungs & Entwicklungs GmbH (Research Center Hagenberg) – Software-, Medien-/Wissenstechnologie, Informations-/Kommunikationssysteme, Leben im Alter (Leiter: Thomas Kern)[# 13]
  - Josef Ressel-Zentrum Heureka! –  Heuristische Optimierung, Logistik[# 14]
  - Media Interaction Lab – Benutzerschnittstellen[# 15]
  - diverse Studiengänge für IT-Berufe (B./M.Sc.)
  - internationale Studiengäng International Studies in Informatics (ISI, University of Applied Sciences Upper Austria – UAS)[# 5]
  - Berufsbegleitende Lehrgänge
- Bundesoberstufenrealgymnasium Linz – Hagenberg (BORG Hagenberg) – Höhere Schule für Kommunikation[# 3]
- Diakoniewerk EDV-Werkstätte Hagenberg – Einrichtung für Menschen mit Behinderung des Evangelischen Diakoniewerks Gallneukirchen
- IT-Cluster (ITC) – Kooperationsplattform der Clusterland OÖ GmbH (Land Oberösterreich)[# 16]
- International GeoGebra Institute – non-profit Einrichtung für frei verfügbare Mathematik-Software[# 17]
- International Incubator Hagenberg – Start-up-Beteiligungen des Landes Oberösterreich[# 6]

- COUNT IT Group - Unternehmensdienstleister für Digital Solutions und TAX&HR Services[# 18]

- Softwarepark Infopoint (an der Hauptstraße im Ort, Neue Mitte)
- Studentenheim, Hotel/Gästehaus (Hotel Sommerhaus), Wohnanlage
- Mehrzwecksporthalle (Softwarepark Arena)